# Antoni Escudero i Martínez
Antoni Escudero i Martínez (Salobre (Albacete), 13 de maig de 1954) és un empresari espanyol, expolític i exdirigent esportiu. És el vicepresident d'Àrea Social del Futbol Club Barcelona.
És directiu i un dels administradors d'un conjunt d'empreses de caràcter familiar de la Jonquera. També és propietari del setmanari de l'Empordà, Hora Nova de Figueres. Des del mes de setembre de 2003 i havent renovat el càrrec el 2015, és president de la Federació d'Hostaleria de les Comarques de Girona. Va ser president del Girona FC del 1999 al 2001 i conseller del Consell Comarcal de l'Alt Empordà. El 2021 va ser escollit vicepresident de l'Àrea Social del Futbol Club Barcelona, en l'inici de la segona etapa de Joan Laporta com a president.

## Trajectòria professional
Antoni Escudero prové d'una família dedicada a les feines del camp, on ell des de la seva infància s'hi va dedicar. L'any 1968, quan tenia 14 anys, va emigrar del seu poble per anar a treballar a Alacant al magatzem de venda de matalassos del seu oncle.
Després, va viatjar per diferents indrets a treballar a les veremes: Carcassone (França), Villarrobledo (Albacete) i Tomelloso (Ciudad Real).
L'any 1972, amb 17 anys va decidir emigrar del Salobre i viatjar fins a Catalunya per treballar. Durant els primers anys, es va dedicar al món de l'hostaleria fent de cambrer a l'Hotel Porta España de la Jonquera, i després a l'Hotel Duran, al Pertús. Mesos més tard va començar a treballar a l'Agència de Duanes despatxant camions, on hi va exercir durant divuit anys.
Va cursar estudis de Dret a la UNED que va haver d'abandonar quan el 1984, juntament amb la seva família, van obrir un petit supermercat al centre del poble de la Jonquera, la primera empresa familiar que va constituir el Grup Escudero.
En aquella època, compaginava la feina de l'agència de duanes amb la de l'empresa familiar. Però el 1990 va decidir obrir una nova etapa a la seva vida, deixant enrere ser treballador i començant a ser directiu i propietari del Grup Escudero. Així va ser com va emprendre el seu inici professional com a empresari, creant dos supermercats, un hotel, quatre restaurants, una gasolinera, una botiga d'esports i el celler de Castell de Biart.
Diàriament, a dos dels seus restaurants hi mengen més de 1.000 persones respectivament, majoritàriament francesos, que és el client principal de tota l'empresa.
El 2000 va emprendre el projecte del celler de Castell de Biart, juntament amb altres socis, amb l'objectiu de crear una marca de vins pròpia a l'Alt Empordà.
Des de 2001 és propietari del grup editorial de l'Empordà, l'Hora Nova. Un mitjà de comunicació en premsa que va comprar essent un setmanari i que pocs mesos més tard el va convertir en bisetmanari publicant-se cada dimarts i divendres, però actualment torna a ser un setmanari.
El 16 de maig de 2013, juntament amb la seva família, va inaugurar el primer outlet de la província de Girona, Gran Jonquera Outlet & Shopping, en el mateix municipi de la Jonquera. Un centre comercial de 12.000 metres quadrats, amb 2.000 places d'aparcament i amb botigues de primeres marques, restaurants, una perfumeria, una sala de jocs i una parafarmàcia.

## Trajectòria política
Antoni Escudero es va afiliar al Partit Socialista de Catalunya. Durant el període del 1983 fins al 2001 va ser regidor de l'Ajuntament de la Jonquera pel PSC. Va ser candidat a l'alcaldia durant tres períodes electorals, i primer secretari de l'Agrupació Socialista de la Jonquera.
A més, en aquella època, va ser quatre anys conseller comarcal de l'Alt Empordà i tres anys diputat provincial de la Diputació de Girona.
Avui dia no pertany a cap partit polític.

## Trajectòria en el món associatiu
Abans d'afiliar-se al Partit Socialista, es va adherir al sindicat de Confederació Sindical de Comissions Obreres (CCOO), però anys més tard ho va deixar.
La seva afició pel futbol el va portar a ser àrbitre i linier d'equips de primera divisió des de 1973 fins a 1984.
Del 1998 al 2001 va ser president del Girona Futbol Club, un període en què l'equip gironí es trobava a primera catalana, i va ascendir fins a tercera divisió.

## Altres consideracions
Com a anècdota personal: Antoni Escudero durant una etapa de la seva adolescència era un aficionat a la música. Per aquest motiu va decidir juntament amb una colla d'amics del Salobre, crear el grup de música The Atomics, i ell n'era el bateria. Durant un temps, eren taloners de festes majors, tocaven en casaments i aniversaris.
En últims anys ha sigut i actualment també és una figura mediàtica de la província de Girona. Ha participat en diverses tertúlies radiofòniques i televisives. Va ser entrevistat pel difunt escriptor César Liesa com a personatge del seu llibre Personajes de Cataluña, una entrevista que defineix molt bé el perfil i el caràcter d'Antoni Escudero.
I d'aquesta mateixa editorial, el 2013, va ser protagonista del llibre Personajes de España, una entrevista que li va fer l'esposa de César Liesa, Ana Arcalís.
Però aquests no són els únics llibres on surt publicada la història d'Antoni Escudero, la seva vida com a empresari també va ser escollida per a la publicació de 2011 de la periodista Ariadna Boada, 60 buenas ideas de negocio.